# Alebra thoracica
Alebra thoracica är en insektsart som beskrevs av Hamilton 1995. Alebra thoracica ingår i släktet Alebra och familjen dvärgstritar. Inga underarter finns listade i Catalogue of Life.